# 4463 Marschwarzschild
4463 Marschwarzschild è un asteroide della fascia principale. Scoperto nel 1954, presenta un'orbita caratterizzata da un semiasse maggiore pari a 3,1849125 UA e da un'eccentricità di 0,1819449, inclinata di 1,83558° rispetto all'eclittica.